# Husayn ibn Ahmad
Husayn ibn Ahmad (fl. IX secolo) è stato un emiro di Sicilia per conto della dinastia aghlabide.
Husayn ibn Ahmad divenne governatore di Sicilia nell'884/885 ma rimase in carica per breve tempo. Durante il suo governo l'esercito musulmano fece un'incursione nel territorio di Rometta.
Fu sostituito da Sawāda ibn Muḥammad ibn Khafāja.